# SPIE Nederland
SPIE Nederland B.V. is een dochteronderneming van het aan de Franse beurs genoteerde SPIE SA, ofwel de SPIE Groep. Als multitechnische dienstverlener is SPIE Nederland een schakel in de systemen die de Nederlandse infrastructuur, energienetten, industrie, data-infrastructuren en gebouwgebonden processen in beweging houden.

## Geschiedenis
De onderneming SPIE, de naam is een acroniem van Société Parisienne pour l’Industrie Electrique, kwam in 1900 in Parijs van de grond.
In 2004 kocht SPIE Groep het eerste Nederlandse bedrijf, waardoor het dochterbedrijf SPIE Nederland is ontstaan. Het zou in de loop van de jaren steeds nieuwe aankopen doen. Zo werd het Infrastructure Services & Projects van KPN in 2013 aan hen verkocht. In 2017 nam SPIE Nederland het bedrijf Ziut over van Alliander.In 2022 deed het bedrijf de grootste overname tot dusver met de aankoop van installateur Strukton Worksphere van Strukton.
Het bedrijf werd voor de Computable Awards 2020 in de categorie Partnerproject genomineerd voor het project 'Erp-landschap vernieuwen en stroomlijnen'.